# 青岛酒店管理职业技术学院
青岛酒店管理职业技术学院，是2002年成立的一所位于中华人民共和国山东省青岛市李沧区的普通专科院校。該校历经山东省青岛商业学校、山东省饮食服务技工学校等，最终由私立青岛商科职业学校和青岛市商业技工学校合并升格而成，占地近660亩，是中国第一所酒店管理学院。
該校侧重于以创新教学的方式与企业合作实践以培养酒店、烹饪、邮政、快递、旅游等应用型人才，是全国首批邮政行业人才培养基地，曾多次在各种大赛中获得名次，在2008年北京奥运会期间曾为奥运餐饮服务提供志愿者，是山东省首批技能型人才培养特色名校。学院现隶属于山东省教育厅和山东省商业集团。
青岛酒店职业学院具有高职院校单独招生资格，同时也是职业院校与本科高校对口贯通分段培养试点学校。学院重视文体活动，经常举办各种技能大赛等活动。目前现设有7个学院和2个教学部，共计41个专业。2012年入选教育部首批教育信息化试点单位名单。学院重视国际交流，与多所国内外高校缔结成为姐妹高校。